# Karstädt (Prignitz)
Karstädt est une commune allemande de l'arrondissement de Prignitz, dans le Land de Brandebourg.

## Géographie
Karstädt se situe au sein de la réserve de biosphère du paysage fluvial de l'Elbe. Dans son territoire coulent le Tarnitz et le Karwe vers la Löcknitz. La frontière avec le Mecklembourg-Poméranie-Occidentale est formée par le Meynbach.
La commune comprend les quartiers suivants :
- Blüthen avec les villages de Strehlen, Waterloo et Klockow
- Boberow avec Gosedahl
- Dallmin avec Tiefenthal
- Garlin avec les villages de Seetz, Sargleben, Dargardt et Bootz
- Groß Warnow avec le village de Klein Warnow
- Karstädt avec les villages de Postlin et Stavenow
- Kribbe avec les villages de Neuhof, Wittmoor et Karwe
- Laaslich avec le village de Lenzersilge
- Mankmuß avec les villages de Mesekow et Birkholz
- Nebelin
- Premslin avec les villages de Glövzin, Neu-Premslin
- Pröttlin avec les villages de Pinnow et Zapel
- Reckenzin avec le village de Streesow

|                     | Prislich Balow Dambeck Brunow |                                      |
| Lenzen (Elbe) Milow | Karstädt                      | Berge Pirow Gülitz-Reetz Groß Pankow |
| Lanz                |                               | Perleberg                            |

Karstädt se trouve sur la Bundesstraße 5 et la ligne de Berlin à Hambourg.

## Histoire
Karstädt est mentionné pour la première fois en 1271 et est un vieil Angerdorf.
Glövzin est mentionné pour la première fois en 1252, mais la fondation de l'endroit date de 1230 par la maison de Karstedt.
Le 15 mai 1992, le ministre de l'Intérieur du Brandebourg consent à la création de l'Amt Karstädt. Le 31 décembre 2001, Blüthen, Dallmin, Groß Warnow, Karstädt, Kribbe, Laaslich, Premslin et Reckenzin s'unissent pour former une nouvelle commune appelée Karstädt. Le 31 décembre 2002 Garlin, Mankmuß et Pröttlin fusionnent avec Karstädt. Le 26 octobre 2003, Boberow et Nebelin intègrent Karstädt.
| Ancienne commune | Date             | Commentaire             |
| ---------------- | ---------------- | ----------------------- |
| Blüthen          | 31 décembre 2001 |                         |
| Boberow          | 26 octobre 2003  |                         |
| Dallmin          | 31 décembre 2001 |                         |
| Dargardt         | 1er février 1974 | Fusion avec Garlin      |
| Garlin           | 31 décembre 2002 |                         |
| Glövzin          | 7 mai 1971       | Fusion avec Premslin    |
| Groß Warnow      | 31 décembre 2001 |                         |
| Klein Warnow     | 3 juillet 1972   | Fusion avec Groß Warnow |
| Kribbe           | 31 décembre 2001 |                         |
| Laaslich         | 31 décembre 2001 |                         |
| Lenzersilge      | 1er janvier 1973 | Fusion avec Laaslich    |
| Mankmuß          | 31 décembre 2002 |                         |
| Mesekow          | 3 juillet 1972   | Fusion avec Mankmuß     |
| Nebelin          | 26 octobre 2003  |                         |
| Pinnow           | 1er février 1974 | Fusion avec Pröttlin    |
| Postlin          | 1er février 1974 |                         |
| Premslin         | 31 décembre 2001 |                         |
| Pröttlin         | 31 décembre 2002 |                         |
| Reckenzin        | 31 décembre 2001 |                         |
| Sargleben        | 1er février 1974 | Fusion avec Garlin      |
| Seetz            | 1er février 1974 | Fusion avec Garlin      |
| Streesow         | 1er octobre 1973 | Fusion avec Reckenzin   |
| Strehlen         | 1er janvier 1973 | Fusion avec Blüthen     |

## Jumelage
- Rommerskirchen (Rhénanie-du-Nord-Westphalie)

## Personnalités liées à la commune
- Gustav von Jagow (1813–1879), homme politique
- Theophil von Podbielski (1814–1879), général prussien
- Julius von Jagow (1825-1897), homme politique
- Victor von Podbielski (1844–1916), homme politique
- Hans Stubbendorff (1851–1931), homme politique
- Walter Stubbendorff (1888–1945), homme politique
- Victor von Podbielski (1892–1945), homme politique
- Walter Hörnlein (1893–1961), général d'infanterie de la Wehrmacht né à Karstädt
- Heinrich Vogel (1902–1989), théologien
- Wilfried Erdmann (né en 1940), navigateur